# Kagen no Tsuki
Kagen no Tsuki is een Japanse film uit 2004 onder regie van Ken Nikai.

## Verhaal
Mizuki wordt 19 jaar oud en maakt het op die dag uit met haar vriendje. Niet veel later krijgt ze een relatie met een andere man, maar raakt ook betrokken in een mysterieus ongeluk en raakt in een coma. Ze krijgt een tweede kans en wil die nu ook benutten!

## Rolverdeling
| Acteur          | Personage        |
| --------------- | ---------------- |
| Chiaki Kuriyama | Mizuki Mochizuki |
| Hiroki Narimiya | Tomoki Anzai     |
| Tomoka Kurokawa | Hotaru Shiraishi |
| Motoki Ochiai   | Masaki Miura     |
| Ayumi Ito       | Sayaka Kamijo    |